# Карлін (Лодзинське воєводство)
Карлін (пол. Karlin) — село в Польщі, у гміні Мощениця Пйотрковського повіту Лодзинського воєводства.
Населення — 314 осіб (2011).
У 1975-1998 роках село належало до Пйотрковського воєводства.

## Демографія
Демографічна структура станом на 31 березня 2011 року:
|          | Загалом | Допрацездатний вік | Працездатний вік | Постпрацездатний вік |
| -------- | ------- | ------------------ | ---------------- | -------------------- |
| Чоловіки | 163     | 43                 | 108              | 12                   |
| Жінки    | 151     | 29                 | 90               | 32                   |
| Разом    | 314     | 72                 | 198              | 44                   |